# Valmanya
Valmanya é uma comuna francesa na região administrativa da Occitânia, no departamento de Pirenéus Orientais. Estende-se por uma área de 27,63 km². Em 2010 a comuna tinha 34 habitantes (densidade: 1,2 hab./km²).